# 海原かける
海原 かける（うなばら かける、1948年2月21日 - ）は、日本の元漫才師。引退後は板前。本名、梅本一夫。

## 来歴・人物
岡山県生まれで大阪府育ち。師匠は母でもある海原小浜。娘は海原やすよ・ともこ。芸能活動時代の所属事務所はケーエープロダクション（ただし吉本の花月に出演していた事もある）。妻はマジシャンのワンダーのり子。
最初は初代海原めぐると「海原かける・めぐる」を結成、この頃音楽ショウのフラワーショウのところでお世話になる。1968年に三洋電機時代の同僚とコンビを組み二代目「海原かける・めぐる」を結成。その後、1975年に上方漫才大賞新人賞受賞するなど人気漫才コンビとなったが、1977年に突然解散し、芸能界を引退。その後、板前修業やスポーツ用品店の経営ののち、大阪市中央区で「ちゃんこ家うなばら」のマスターとして腕を振るっていた（2011年4月に閉店）。海原めぐるはその後吉本興業に移籍、池乃めだかと改名した。
2014年11月より谷町で「ちゃんこ鍋dining うなばら」を経営していたが、現在は閉業している（2017年ごろ閉業）。
剣道二段の腕前。

## 受賞歴
- 1975年（昭和50年） 第10回 上方漫才大賞（ラジオ大阪） 新人賞